# Norman Mailer
Norman Kingsley Mailer (New Jersey, 31. siječnja 1923. – New York City, 10. studenoga 2007.) bio je američki romanopisac, novinar, esejist i dramatičar.

## Životopis
Sa 16 godina započinje studij na Harvardu. Najpoznatiji mu je roman "Goli i mrtvi" (The Naked and the Dead, 1948.), što ga je napisao po svom ratnom iskustvu tijekom Drugoga svjetskoga rata, a bio je stacioniran na Pacifiku. Pisao je životopise javnih ljudi, među inima tu su Pablo Picasso, Muhammad Ali, Lee Harvey Oswald i Marilyn Monroe. Ovaj posljednji životopis poseban je jer u posljednjem poglavlju navodi da su Marilyn ubili agenti CIA-e i FBI-a zbog njezine povezanosti s Robertom F. Kennedyjem.
Nagrađen je dva puta s Pulitzerovom nagradom, za knjige, Vojske noći (The Armies of the Night, 1968.) i Krvnikova pjesma (The Executioner's Song, 1979.).
Norman Mailer ženio se šest puta, (jedan od brakova trajao je samo jedan dan) i imao je šestero djece.

## Djela
- Goli i mrtvi, 1948.
- Američki san
- Zašto smo u Vijetnamu
- Oswaldova priča
- Park jelena
- Vojske noći
- Sablast bludnice
- Evanđelje po Sinu
- Krvnikova pjesma
- Dvorac u šumi
- Drevne večeri (1983.)